# جرج فریزبی هور
جرج فریزبی هور (به انگلیسی: George Frisbie Hoar) سناتور سابق عضو حزب جمهوری‌خواه ایالات متحده آمریکا بود. وی در سال ۱۸۷۷ تا ۱۹۰۴ میلادی سناتور ایالت ماساچوست در سنای ایالات متحده آمریکا بود.